# مرمورا (بيدمونت)
مرمورا هيبلدية في مقاطعة كونيو في منطقة بيدمونت الإيطالية، وتقع على بعد نحو 80 كيلومتر (50 ميل) جنوب غرب تورينو ونحو 35 كيلومتر (22 ميل) غرب كونيو. اعتبارًا من 31 ديسمبر 2004، كان عدد سكانها 97 نسمة. تبلغ مساحتها 41.2 كيلومتر مربع (15.9 ميل2).
تقع مرمورا على حدود البلديات التالية: كانوزيوس، كاستيلمانيو، تشيللي دي ماكرا، ديمونتي، ماكرا، براتسو، سامبوكو، سترابو.

## أنظر أيضاً
- بونتا تيمبيستا